# Sabinskornas bortrövande (målning)
Sabinskornas bortrövande (franska: L'Enlèvement des Sabines) är en oljemålning av den franske barockkonstnären Nicolas Poussin. Den finns i två versioner, den första målades omkring 1633–1634 och är utställd på Metropolitan Museum of Art. Den andra målades 1637–1638 och är utställd på Louvren i Paris.

## Motiv
Målningen skildrar en legend ur Roms tidiga historia som återgetts av Plutarchos. Romulus, som enligt legenden grundade staden år 753 f.Kr., ville utöka stadens invånartal och bjöd därför in de närboende sabinerna på fest. Romulus syns stående på ett podium till vänster i målningarna. Genom att lyfta sin mantel signalerade han till romarna att de ska övermanna sabinerna och därefter röva bort alla giftasvuxna kvinnor. 
Händelsen benämns sabinskornas bortrövande och är ett vanligt motiv i den västerländska konsten. Den utlöste ett krig mellan sabiner och romare som avslutades genom de sabinska kvinnornas ingripande. De ställde sig mellan sin fäder (sabinerna) och män (romarna) och tvingade de till fredsförhandlingar, vilket skildras i Jacques-Louis Davids i Sabinskornas ingripande (1799). 

## Versionen på Metropolitan
Metropolitanversionen målades omkring 1633–1634 på beställning av den franske marskalken Charles de Blanchefort de Créqui (1571–1638) som vid tillfället var ambassadör i Rom. Den övertogs vid dennes död av Armand Jean du Plessis de Richelieu och dennes familj. År 1946 inköptes tavlan av Metropolitan Museum of Art.

## Versionen på Louvren
Louvrenversionen målades några år efter Metropolitanversionen och är i ungefär samma storlek, något mindre avlång. Beställare var den italienske kardinalen Luigi Omodei (1607–1685). Vid dennes död förvärvades tavlan av Ludvig XIV av Frankrike.